# Molla l'osso Briscola
Molla l'osso Briscola (What-a-Mess) è una serie di cartoni animati prodotta da DiC Entertainment, trasmessa in Italia da Italia Uno; la sigla della versione italiana viene cantata da Cristina D'Avena.
La serie è prodotta sulla base dei libri di Frank Muir con illustrazioni di Joseph Wright scritti tra il 1977 e il 1990. La serie è formata da due stagioni, la prima prodotta nel Regno Unito e la seconda negli Stati Uniti dalla DIC Entertainment nel 1990 e nel 1995, andate in onda sulla BBC.
I tre protagonisti sono Briscola, Felicia e Bully, in Italia doppiati rispettivamente da Patrizio Prata, Alessandra Karpoff e Pietro Ubaldi.
La sigla è presente nell'album del 1999 Fivelandia 1999. Il brano è stato scritto da Alessandra Valeri Manera e Silvio Amato.